# Stráž pod Ralskem
Stráž pod Ralskem é uma cidade checa localizada na região de Liberec, distrito de Česká Lípa.